# Ставка больше, чем жизнь
«Ставка больше, чем жизнь» (пол. Stawka większa niż życie) — польский приключенческий сериал (1967—1968) режиссёра Януша Моргенштерна о работе офицерa польской разведки Станислава Колицкого («Янек») под личиной германского офицера Ганса Клосса во время Второй мировой войны. Экранизация одноимённого романа Анджея Збыха (коллективный псевдоним Анджея Шипульского и Збигнева Сафьяна). Всего снято 18 серий, каждая из которых представляет собой самостоятельный сюжет. Сериал был очень популярен в СССР.

## Предыстория
В 1960 году в СССР вышел фильм «Вдали от Родины» по повести Юрия Дольд-Михайлика «И один в поле воин». Роль советского разведчика лейтенанта Гончаренко (барон Генрих фон Гольдринг) сыграл Вадим Медведев.
В начале 1960-х режиссёру Янушу Моргенштерну было предложено сделать адаптацию фильма для польского телевидения. Он поручил написать сценарий Анджею Шипульскому и Збигневу Сафьяну, с тем, чтобы главным героем был поляк. Под псевдонимом Анджей Збых они начали работу в 1964 году.
14 серий чёрно-белого телеспектакля выходили на TVP в рамках Театра Телевизии Польской с января 1965 по февраль 1967 года.
На волне успеха телеспектакля в 1967—1968 годах вышел 18-серийный телефильм.

## Список серий
1. Я знаю, кто ты (Wiem, kim jesteś)
2. Отель «Эксельсиор» (Hotel Excelsior)
3. Совершенно секретно (Ściśle tajne)
4. Кафе Розы (Café Rose)
5. Последний шанс (Ostatnia szansa)
6. Железный Крест (Żelazny Krzyż)
7. Двойной нельсон (Podwójny nelson)
8. На грани провала (Большой провал) (Wielka wsypa)
9. Гениальный план полковника Крафта (Genialny plan pułkownika Krafta)
10. Именем Республики (W imieniu Rzeczypospolitej)
11. Пароль (Hasło)
12. Измена (Zdrada)
13. Без инструкций (Bez instrukcji)
14. Эдита (Edyta)
15. Осада (Oblężenie)
16. Операция «Дубовый лист» (Akcja «Liść dębu»)
17. Встреча (Spotkanie)
18. Разыскивается группенфюрер Вольф (Poszukiwany Gruppenführer Wolf)

## Сюжеты

### 1. «Я знаю, кто ты»
(по повести «Второе рождение»)
Режиссёр: Януш Моргенштерн
В ролях:

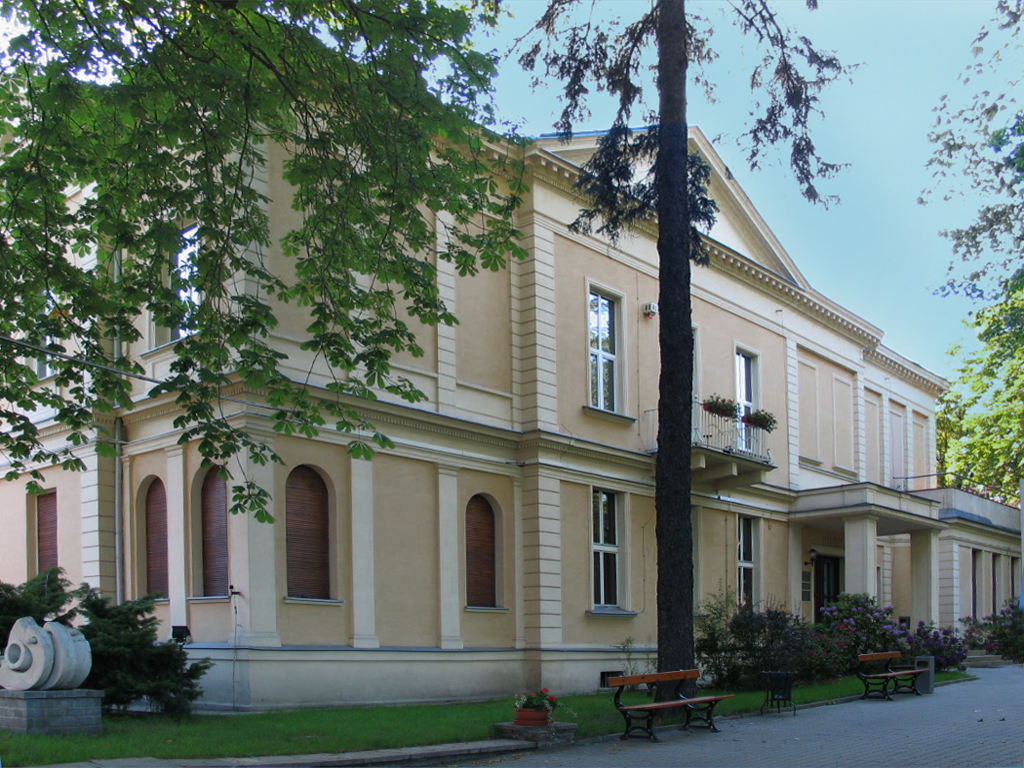
Дворец Оскара Кона в г. Лодзь

- Станислав Микульский — 2 роли: лейтенант Ганс Клосс и майор Станислав Колицкий, агент J-23
- Мечислав Стоор — SS-штурмфюрер/SS-оберштурмфюрер Ганс Штедке
- Кшиштоф Хамец — SS-штурмбанфюрер Мюллер (в 5-й серии SS-штурмбанфюрер Лотар)
- Janina Borońska — радиотелеграфистка Ирена
- Alicja Zommer — доктор Марта Бехер
- Andrzej May — радист Яцек
- Natalia Szymańska — старуха
- Szczepan Baczyński — старик
- Seweryn Butrym — генерал Гельмут фон Заугер (в 6-й серии генерал Вейрингер)
- Януш Зеевский — германский полковник на линии фронта
- Marek Dąbrowski — Фриц, адъютант
- Мирослав Шонерт — офицер SS
- Jan Tesarz — сотрудник Штедке (в 12-й серии рядовой SS в поезде с Эльзой Шмидке)
- Zygmunt Nowicki — германский жандарм
- Jerzy Szpunar — Лотар Бейц, сокамерник Колицкого
- Jerzy Kaczmarek — Бруно Дрехер, Bruno Dreher, сокамерник Колицкого
- Zygmunt Malawski — Хейнрих Фогель, сокамерник Колицкого
- Wiktor Nanowski — советский офицер, допрашивающий Клосса
- Czesław Przybyła — тюремный парикмахер
- Эдвард Радульский — сокамерник Колицкого (в 18-й серии Шрёдер, офицер вызванный на допрос)
- Jan Rudnicki — Гельмут Клосс, дядя Ганса Клосса

Бывший студент Станислав Колицкий бежал из немецкого концлагеря и переходит бывшую советско-польскую границу, чтобы предупредить СССР о намечающемся нападении Германии. На границе его немедленно задерживают пограничники и препровождают в органы советской госбезопасности. Колицкий оказывается похож как две капли воды на пленного немецкого обер-лейтенанта Ганса Клосса. Советские чекисты решают использовать Колицкого и подвергают Клосса многочасовым допросам, чтобы Колицкий мог запомнить, как говорит и держится Клосс. Колицкий занимает место Клосса, которого отправляют в глубокий тыл. 
1941 год. Немецкое командование планирует наступление и в связи с этим отправляет местную молодёжь на работы в Германию. Увидев на улице свою радистку, Колицкий выводит её за кордоны, но их замечает его ревнивая невеста Марта. Благодаря информации Колицкого советские войска наносят мощный артиллерийский удар и срывают планы немецкого командования, которое понимает, что среди них есть вражеский информатор. Гестаповцы устанавливают слежку за супружеской четой, подозреваемой в помощи СССР. Женщина спешит предупредить радистов и невольно наводит гестаповский «хвост» на дом, где они укрываются. Туда же приходит Колицкий, но его предупреждение запоздало — немцы окружают дом. Радисты погибают в перестрелке. Марта случайно увидела, как в дом зашла сначала девушка-радист, а потом Колицкий, и умоляет гестаповца Штедке не стрелять по дому: «Там Ганс». Штедке моментально догадывается, что «Клосс» и есть информатор, и предлагает ему сдаться. «Клосс» переодевает труп радиста в свою форму, подрывает его гранатой, а сам бежит через чёрный ход.
Советское командование решает рискнуть и снова помещает «Клосса» в камеру, откуда он вместе с сокамерниками совершает побег перед вступлением в город немецких войск. На допросе он объявляется, выдерживает гестаповские проверки и заставляет приехавшего дядю Клосса узнать себя. Гестапо снимает свои подозрения.

### 2. Отель «Эксельсиор»
Режиссёр: Анджей Кониц
В ролях:

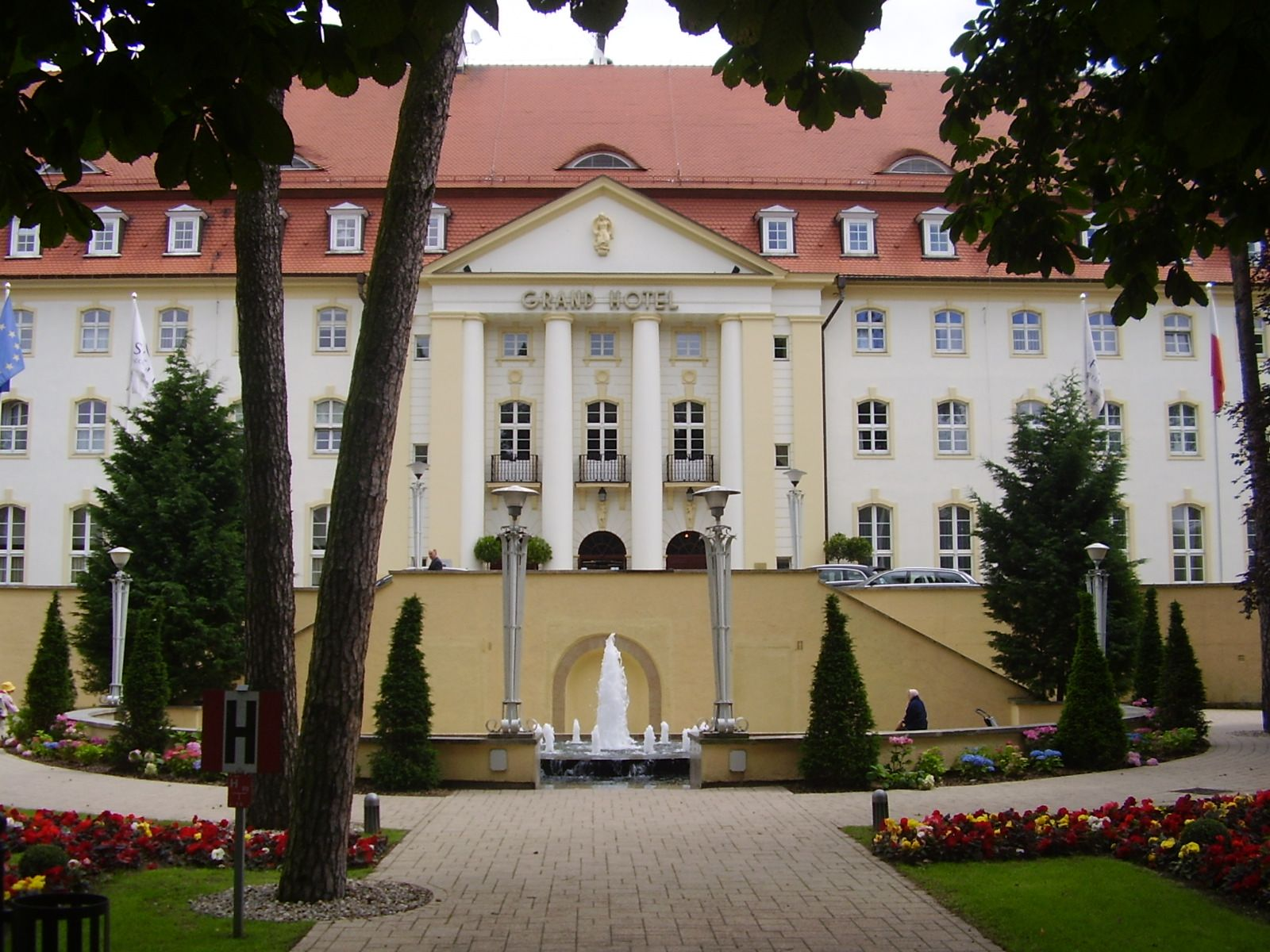
«Гранд-отель» в Сопоте, в фильме отель «Эксельсиор»

- Станислав Микульский — лейтенант Ганс Клосс/майор Станислав Колицкий, агент J-23
- Andrzej Konic — SA-штурмфюрер, связник Клосса в Данциге
- Люцина Винницкая — Ингрид Хейцер, владелица кафе «Ингрид»
- Tadeusz Bartosik — Иоганн Лемнер, директор отеля «Эксельсиор»
- Tadeusz Gwiazdowski — Фредерик, портье отеля «Эксельсиор»
- Мечислав Каленик — Ганс Дидерлих/Ян Дерлах, учитель гимнастики
- Bronisław Pawlik — антиквар, связник Клосса
- Irena Karel — Люси, официантка в кафе «Ингрид»
- Halina Kosznik — Клюге, горничная в отеле «Эксельсиор»
- Bohdana Majda — Эмма Шмитдт
- Janusz Kubicki — SS-штурмбаннфюрер Фриц Копф
- Krzysztof Kalczyński — SS-штурмфюрер/официант в отеле «Эксельсиор» Эрик Копф
- Lech Grzmociński — сержант на вокзале в Данциге
- Józef Zacharewicz — Кристиансон

«Клосс» получает отпуск по службе, но вместо Тюрингии ему приходится ехать в Данциг, где произошёл провал и самоубийство организатора подпольной сети Хагена. «Клосс» останавливается в отеле «Эксельсиор» и одного за другим проверяет членов сети. Они выдерживают проверки. Однако заместитель организатора сети Ингрид Хейзер таинственно погибает перед встречей с «Клоссом». Польский разведчик выводит на чистую воду виновника провала — Лоблера, директора отеля «Эксельсиор», которому случайно стало известно о встрече подпольщиков. Но Лоблер не мог сдать гестапо Хейзер, поскольку она располагала компроматом против него, к тому же офицер связи из гестапо оказался злостным пьяницей. В поединке на крыше отеля директору удаётся разоружить Колицкого, но тот ослепляет негодяя струей пены из огнетушителя, и Лоблер падает с крыши.

### 3. Совершенно секретно
(по повести «Совершенно секретно»)
Эрвин Рейль, главный инженер немецкого оружейного завода, пытается склонить к сотрудничеству маститого польского учёного Пулковского. Пулковский готов сломаться — ведь у гестаповцев находится его жена. Колицкий получает приказ от Центра ни в коем случае не допустить этого. Рейль представляет публике итальянского фокусника Риолетто, который отличается завидной проницательностью. Офицер охраны выслеживает Казика, помощника Колицкого и выдаёт себя за немца, которому можно верить. Неопытный Казик спешит на конспиративную квартиру, куда вскоре заявляются гестаповцы. Хозяину явки удаётся сбросить цветочный горшок с подоконника, отсутствие которого является знаком провала. Гестаповцы устраивают засаду на квартире. 
К «Клоссу» с покаянием приходит немецкий чиновник Пушке, из его рассказа Колицкий догадывается, что Риолетто — агент английской разведки, и в свою очередь устраивает ему проверку. Затем польские подпольщики под видом сотрудников КПП полевой жандармерии отбивают Пулковского (от них он узнаёт, что его жены уже два месяца нет в живых). Польский агент под видом почтальона проносит бомбу в гестаповскую квартиру-мышеловку, гестаповцы погибают при взрыве, Казик и хозяин явки спасаются.

### 4. Кафе «Роза»
(по повести «Кафе Росе»)
Проезжая через Венгрию, «Клосс» получает задание — найти английского агента в стамбульском консульстве нацистской Германии и накрыть всю его сеть. Прибыв в Стамбул, «Клосс» выходит на контакт с Розой, представителем польской агентуры и владелицей борделя «Роза». Выступая в роли сотрудника министерства экономики Рейха, «Клосс» вступает в контакт с сотрудниками консульства. Один из них, Витте, опираясь на помощь грека Христопулоса, пытается подкупить «Клосса». На приёме в немецком консульстве погибает Роза, «Клосс» вручает найденный при ней ключ другому агенту. Он выходит на представителя английской сети — грузинского князя Мжаванадзе и просит его на несколько месяцев свернуть свою активность. После этого «Клосс» попадает в ловушку Витте, но его спасает появившийся «шеф» польской разведсети — владелец отеля «Orient», где остановился «Клосс». Вдвоём они расправляются с Витте, сбросив того в воду.

### 5. Последний шанс
(по повести «Последний шанс»)
1943 год. В город приезжает крупный учёный-ракетчик профессор фон Хеннинг. Его курирует знакомый «Клосса» офицер Вилли Руперт. Шеф польской агентуры жаждет получить информацию о ракетном полигоне и, невзирая на опасения Колицкого, через агента Адама выходит на связь с Рупертом, который крупно проигрался в карты (в 1937 году, проиграв в карты, Руперт выдал полякам план «А»). Воспользовавшись отлучкой профессора, он фотографирует документы на его столе, тем самым попадаясь в ловушку гестапо, устроенной сверхбдительной дочерью профессора Бенитой фон Хеннинг. Агент Адам уезжает, и вместо него на связь с Рупертом выходит агент Анна. Штурмбаннфюрер гестапо Лотар допрашивает Руперта и отпускает его.
За дело берётся «Клосс». Он приглашает Бениту к себе домой и подпаивает её, но девица замечает, как он подмешивает снотворное в её бокал и берёт Колицкого на мушку. С помощью Анны Колицкий разоружает и связывает Бениту, после чего Анна, загримировавшись под Бениту, проникает в профессорский дом и переснимает документы. Увидев Анну на улице, Руперт с помощью подоспевшего патруля арестовывает её. Гестапо выпускает Анну и устанавливает за ней плотную слежку. Она звонит по конспиративному номеру, Колицкий убеждает шефа подполья выделить ему двоих боевиков. Бойцы расправляются со шпиками и устраивают перестрелку с немцами на улице. Руперту звонит старый друг его отца и заявляет, что у него есть только один выход. Руперт на машине подвозит Анну до безопасного места, а потом падает в машине с обрыва. Анна и пленённая Бенита улетают на самолёте.

### 6. Железный крест
(по повести «Железный крест»)
Два немецких полковника охотятся в имении графа Вонсовского. Полковник Райнер из абвера уезжает, а штандартенфюрер Дебелиус из гестапо остаётся пировать дальше. Выйдя в ванную, чтобы освежиться, пьяный Дебелиус случайно обнаруживает тайник за зеркалом, находит там доллары, пистолет и микрофильмы. Он тут же звонит в гестапо, Вонсовского арестовывают. Узнав, что граф — агент польской разведки и что у него нашли микрофильмы с планами резиденции рейхсфюрера, Колицкий решается на дерзкую операцию. Агент J-23 убеждает Вонсовского сознаться, граф одного за другим «выдаёт» за своих сообщников немецких офицеров, с которыми жаждет поквитаться польская разведка за совершённые ими военные преступления против поляков. Гестапо не церемонится с обвиняемыми в заговоре против рейхсфюрера, и сломленные офицеры один за другим признают свою вину. Гестаповцы без суда расстреливают в лесу героя Балканской кампании генерала Варенберга. Граф обвиняет Дебелиуса и Райнера, их отстраняют от расследования, гауптштурмфюрер Лозе и «Клосс» сносятся напрямую со ставкой рейхсфюрера. Райнер подговаривает четвёрку молодых офицеров, сослуживцев по Криту, обстрелять тюремный фургон, в котором перевозят Вонсовского, но ехавшие за фургоном Лозе и «Клосс» истребляют нападавших. Тяжелораненый Вонсовский «на смертном одре» «выдаёт» Дебелиуса и Райнера, после чего графа увозят в морг, а оттуда переправляют к партизанам. Райнер пускает себе пулю в голову. Лозе и «Клосс» едут на приём в Берлин, после чего Лозе занимает место Дебелиуса, а «Клосс» получает Железный крест.

### 7. Двойной нельсон
(по повести «Двойной нельсон»)
Секретарша генерала абвера Эва Фромм тайком делает снимки планов Атлантического вала, однако на выходе из здания её арестовывают. Генерал Лангер приказывает «Клоссу» отправиться в дом отдыха офицеров в Лиско и помочь майору разведки Ханне Безель. Она должна под видом Эвы Фромм передать приехавшему агенту союзников — полковнику Корнелю — фальшивый план Атлантического вала. Однако настоящие снимки планов вала, которые Фромм спрятала за картину в коридоре, уже кто-то взял. Лангер понимает, что среди них есть предатель и приказывает «Клоссу» уничтожить таинственного связника подпольщиков до его встречи с Корнелем.
«Клосс» встречается со связником — официантом Плюшем, но едва избегает смерти от очереди таинственного убийцы. «Клосс» выслеживает Ханну, а советник Гербхардт его самого. Сверхподозрительная Ханна приводит «Клосса» в партизанскую ловушку. Корнель приказывает ликвидировать «Клосса». Однако тот разоружает партизан и убегает, едва не став жертвой притаившегося в кустах Гербхардта.
Колицкий является к Ханне и отводит её под дулом пистолета к Корнелю. Он называет тому пароль и объясняет ситуацию, а тот рассказывает ему, что Ханна — английский агент, и это она, оказывается, работала с Эвой Фромм. Колицкий в свою очередь признаётся, что забрал снимки из тайника Эвы. Он является к Гербхардту и разоблачает его. Гербхардт припрятал польские сокровища в этом лесу. Советник с боем прорывается к машине, а офицеры Боль и «Клосс» его преследуют. После меткой очереди Боля машина Гербхардта падает с обрыва.

### 8. Большой провал
(по повести «Провал»)
«Клосс» крадёт у инженера Майера папку с чертежами прототипа нового танка, подменив его папку своей. Через связного — стоматолога он передаёт просьбу разбомбить военный завод после окончания испытаний прототипа. Он возвращает папку Майеру, понимая, что тот не станет болтать об этой «случайности» и узнаёт про время окончания испытаний. Однако передать информацию не получается: стоматолога арестовывает гестапо, но мальчику-связному удаётся уйти к партизанам. «Клосс» узнаёт, что в рядах партизан у гестаповцев есть информатор, и вызывается участвовать в секретной операции. Под видом добровольца он является к партизанам, но их командира не оказывается на месте. «Клосса» узнаёт мальчик-связной, партизаны обыскивают его и находят приказ гестапо о содействии «Клоссу». Колицкому удаётся разоружить охранника-партизана, он объявляет девушке-радистке, что он агент J-23, и приказывает передать просьбу разбомбить военный завод.
Офицер гестапо Брюннер пробалтывается, что агентом гестапо «Вольфом» является мясоторговец Заяц. Колицкий разговаривает с предателем, но проницательный Заяц заподозрил «Клосса» и спешит к своему куратору. Однако его на полпути перехватывает полупьяный Брюннер, они втроём устраивают пьянку. «Клосс» нокаутирует Зайца и посылает хозяйку заведения Ирмину к партизанам, боевики врываются в комнату и пристреливают Зайца. Конвойная машина попадает в партизанскую засаду, стоматолог спасается, Ирмина становится поваром в партизанском лагере.

### 9. Гениальный план полковника Крафта
Мелкий спекулянт Вацлав Славиковский случайно знакомится в поезде с партизанской связной. Железнодорожник узнаёт её, на первой же станции девушку арестовывают, но она успевает передать записку Славиковскому. Подпольщики устанавливают слежку за явкой, куда она должна была явиться, подозревая провал явки, замечают и фотографируют Славиковского. «Клосс» получает назначение в школу абвера полковника Крафта, тот просит его помочь с подготовкой агента Эриха Гёттинга, которого планируют забросить на Ближний Восток. Гёттинг как две капли воды похож на Славиковского. Узнав о самоубийстве связной Колицкий активизирует явку и встречает на ней Славиковского, думая, что перед ним провокатор абвера, но детали происходящего обескураживают его самого. Крафт раскрывает «Клоссу» свой план: Славиковский и Гёттинг — братья-близнецы, один из них стал фольксдойче, а другой предпочёл остаться «добрым поляком». Крафт планирует послать Гёттинга под видом Славиковского, и затем ликвидировать «доброго поляка». Однако получается наоборот: операцию проводит «Клосс», он раскрывает Гёттингу все карты, шокированный фольксдойче выбегает на улицу и падает, сражённый очередями агентов абвера. Славиковский отправляется на Ближний Восток, получив от Крафта информацию о паролях и явках, что приведёт к раскрытию гитлеровской агентуры на Ближнем Востоке.

### 10. Именем Республики
(по повести «Именем закона»)
Колицкий добывает информацию об атаке немецкой подводной лодкой конвоя союзников, однако Центр не получает эту информацию, так как гестаповцы накрыли подпольную рацию и вынудили сотрудничать с ними радиста — портного Мариана Скавронека. К портному заходит связная партизан Стася Зарембская, гестаповцы устанавливают за ней слежку и выявляют, что она получает информацию через Адама Прухнала, а тот, в свою очередь, — от координатора подпольной сети Йозефа Подлясинского.
Штурмфюрер Штедтке не торопится арестовывать подпольщиков, в этом случае «в сети попадётся одна плотва, а щука (агент J-23) уйдёт». Однако его начальник штандартенфюрер Дебелиус требует решительных действий, поэтому Штедтке передаёт через предателя Скавронека приказ Центра явиться для встречи в кафе с белой гвоздикой в петлице. Колицкий разгадывает провокацию немцев и посылает в кафе абсолютно постороннего человека, а сам тем временем запускает дезинформацию, что агент J-23 не смог прийти на встречу, потому что его послали по делам в Штеттин. После арестов ездивших в Штеттин сотрудников Колицкий приказывает всем агентам сети уходить к партизанам. Однако Подлясинский случайно попадается в немецкую облаву, его охранник Ромек замечает «Клосса», который оказался рядом. Лейтенант абвера Нейман разгадывает, что партизанская радиостанция выходит на связь во время восхода Луны, абверовцы пеленгуют её местоположение и врываются в квартиру Скавронека. Воспользовавшись неразберихой, тот убегает, но успевает запомнить «Клосса».
На партизанскую базу прибывают представители Центра, обеспокоенного потоком дезинформации, идущим от агента J-23. Они устраивают допрос Зарембской, Прухналу, Ромеку и Скавронеку, делают вывод, что Колицкий продался немцам, и выносят тому приговор. Благодаря быстрой реакции Колицкий избегает первого покушения. К партизанам прибывает Подлясинский и рассказывает про предательство Скавронека, командиры отменяют операцию, но «Клосс» едва не становится жертвой второго покушения. Его спасает лишь вмешательство Штедтке, застрелившего Ромека.

### 11. Пароль
(по повести «Пароль»)
«Клосс» получает назначение во Францию. Центр даёт ему задание — связаться, используя пароль, с местной подпольной сетью и способствовать ей в решении задачи по освобождению командира Болеслава Поля, находящегося в немецкой тюрьме. Однако его поезд попадает под бомбёжку, а сам «Клосс» — оказывается в госпитале. По этой причине связной подпольщиков Губерт обращается с паролем к лейтенанту фон Форману, который приехал в тот же день, что должен был прибыть «Клосс». Форман догадывается об ошибке Губерта.
Подпольщики решают перевезти оружие, в машине едет Губерт, его ранят, и он попадает в руки немцев. Майор Эллерт обращается к нему с паролем и получает у находящегося в агонии Губерта отзыв. После этого Эллерт даёт задание Форману обращаться с этим паролем к каждому новоприбывшему немецкому офицеру. Форман получает отзыв у «Клосса», но не торопится его сдавать, требуя 10 000 долларов и сведения, на кого тот работает.
Подпольщица Жанна Моль выходит на связь с «Клоссом», вместе они компрометируют Формана в глазах Эллерта. В ходе обыска, проводимого у Формана, «Клосс» находит 5 000 долларов, которые сам ему же и передал, и прячет письмо Формана к Эллерту. Партизаны освобождают Поля, Колицкий сталкивает Формана с обрыва, Эллерт убеждён, что исчезнувший Форман и есть агент J-23.

### 12. Измена
(по повести «Предпоследний сеанс»)
Связная польской разведки Кристин Килд, узнав о гибели своего жениха Гейне от рук поляков, переходит на сторону рейха. Она вместе с оперативниками гестапо встречает на вокзале связника Роберта, но живым тот им в руки не даётся. На встречу с Колицким едет другая связная, её также должна встретить Кристин. Колицкий понимает всю опасность положения и назначает встречу Кристин, чтобы её ликвидировать. Однако Кристин не приходит на встречу, потому что её захватывают люди генерала фон Болдта. Тот планировал вступить в контакт с американцами через Кристин, которая должна была уехать в Стокгольм. Узнав о её связи с гестапо, фон Болдт запаниковал и принял меры.
Гестапо начинает поиски Кристин. Колицкий обыскивает её квартиру, находит в пояске шифросообщение, допрашивает и нокаутирует подошедшего адъютанта фон Болдта лейтенанта Столпа. Он встречается с генералом, но тот отказывается раскрыть свои карты.
Фон Болдт сообщает Кристин, что Гейне как предателя ликвидировало гестапо, после чего Кристин совершает побег. Глава абвера адмирал Канарис вызывает к себе «Клосса» и устраивает ему разнос, приказывая забыть о всей этой истории. Затем «Клосса» вызывает к себе штандартенфюрер Мюллер из гестапо и после его допрашивают офицеры фон Болдта. Хитроумному Колицкому удаётся отвертеться от всех обвинений. Он закладывает бомбу с часовым механизмом в квартире Кристин и сообщает Мюллеру, что она у себя на квартире. Приехавший Мюллер требует от Кристин немедленно ехать на вокзал, чтобы встретить польскую связную, но та отказывает ему, как и вышедшему из-за портьеры «Клоссу», умоляющему её следовать за ним. Квартира взлетает на воздух вместе с Кристин и гестаповцами, Колицкий встречает на вокзале прибывшую связную.

### 13. Без инструкции
Любимчик Гитлера профессор Поршетт докладывает собранию о завершении испытаний нового сверхсекретного оружия. В то же время полковник Николс в Лондоне докладывает начальнику про обнаружение луча, который пытался сбить английские самолёты. Местонахождение секретной лаборатории установить не удалось, а агент Z-82, выданный секретаршей Поршетта Мартой Лаум, угодил в гестапо. Его допрашивают Клозе и «Клосс», но пришедший подполковник Клейст приказывает прекратить допрос.
«Клоссу» звонит Марта Лаум, он приезжает, но находит девушку убитой, неизвестный стрелял и в него. Клейст приказывает «Клоссу» обратиться в криминальную полицию.
По долгу службы «Клосс» готовит к заброске в Англию группу диверсантов, он подозревает, что один из них — лейтенант Шлоссер — сотрудничает с гестапо и находит в его шкафчике микрофильм о лаборатории. Группа высаживается на берегу, Шлоссер приказывает своим товарищам ждать его на ветряной мельнице, а сам является прямиком в штаб местной обороны. Англичане арестовывают группу. Шлоссер рассказывает Николсу, что это он убрал Марту Лаум, так как его завербовал агент Z-82 и передаёт Николсу микрофильм, переданный ему агентом Z-82. Проницательный Николс догадывается, что Шлоссер не сказал ему всей правды, но передаёт данные о местоположении лаборатории. Англичане наносят бомбовый удар, уничтожив фальшивый объект. Клейст торжествует — ему удалось дезинформировать противника.
«Клосс» знакомится с девушками, работающими на объекте. На вечеринке они сообщают ему, что англичане бомбят фальшивый объект. Одна из них пробалтывается, что пишет жениху, работающему в лаборатории по адресу полевой почты 4854. По справочнику Колицкий вычисляет местонахождение лаборатории, тайком проникает туда, находит пульт самоуничтожения и всё взрывает. Он действует без инструкции, поскольку его связной стал жертвой автокатастрофы.

### 14. Эдита
(по повести «Кузина Эдит»)
Канун нового 1945 года. Польша. Майор Брох и лейтенант «Клосс» осматривают железнодорожный мост, подвергнувшийся нападению партизан, которым удалось пробраться через минное поле, но взрыв лишь попортил штукатурку на одном из быков моста. Колицкий узнаёт, что в город приехала двоюродная сестра Клосса Эдита Ляуш, Центр успевает снабдить агента информацией о ней. Эдита с подругой и офицеры встречают новый год. Брох поздравляет «Клосса» с повышением в звании, а Эдита не против продолжить давний роман с новоиспечённым капитаном. На вечеринку заявляется пьяный Брюннер, увидев Эдиту, он роняет бокал. Ночью неизвестный прошивает очередью постель Эдиты, она остаётся в живых благодаря тому, что перебралась в постель подруги.
Брюннер начинает расследование. Капитан Шнайдер (Юзеф Костецкий) рассказывает ему, что однажды вечером грабители убили партийного чиновника и ограбили квартиру, один из бандитов, обернувшись, выстрелил в пришедшую Эдиту, но не попал. «Схваченный партизан» даёт показания о том, что агент J-23 уехал, но вместо него появилась «какая-то немка, с которой очень легко работать». Колицкий догадывается, что за покушением стоял Брюннер, начавший плести сети вокруг Эдиты и предлагает ей бежать, но та отказывается и соблазняет «Клосса».
Партизаны нападают на сторожевой пост, истребляя его защитников. Но это отвлекающий манёвр, другой отряд минирует мост, пытаясь по совету Колицкого подгадать время взрыва к проходу эшелона с военными грузами из Германии. Брюннер отправляет подкрепление защитникам моста, а сам, воспользовавшись суматохой, является на станцию, чтобы арестовать Эдиту, но застаёт там «Клосса». Брюннер выхватывает пистолет, Эдита узнаёт в нём стрелявшего в неё бандита. Колицкий шантажирует Брюннера, тот соглашается забыть обо всём, если Эдита промолчит и уйдёт. Эдита по телефону принимает требование задержать эшелон, а вместо него пропустить поезд, заполненный польскими рабочими. Колицкий не даёт ей передать это требование, партизаны взрывают мост и немецкий эшелон. Эдита догадывается, что «Клосс» — поляк — и берёт его на мушку. В комнату врывается Брюннер и, воспользовавшись моментом, пристреливает Эдиту.

### 15. Осада
(по повести «Осада»)
Режиссёр: Анджей Кониц
В ролях:

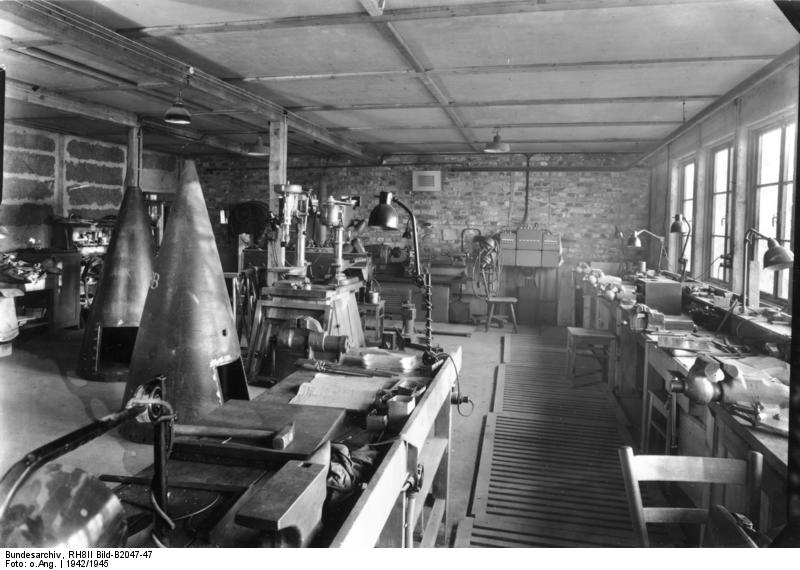
Завод по производству ФАУ

- Станислав Микульский — лейтенант Ганс Клосс/майор Станислав Колицкий, агент J-23
- Станислав Зачик – pułkownik Broch
- Эмиль Каревич — штурмбанфюрер SS Герман Брюннер
- Jerzy Kaliszewski – профессор Фрица Гласса
- Халина Коссобудзкая – Инга Гласс, жена профессора Фрица Гласса
- Janusz Bukowski – сержант-радиотелеграфист
- Franciszek Trzeciak – польский солдат
- Jolanta Zykun – Агнешка
- Lucyna Suchecka – Грета Рашке, секретарь Гласса
- Богдан Лысаковский – рабочий Стасек
- Wojciech Pilarski – польский полковник
- Alicja Raciszówna – Ивонна, рабочая-француженка

Март 1945. Союзники берут в кольцо город Тольберг, где находится завод по производству ФАУ-2. Штурмбанфюрер Брюннер принимает решение истребить рабочих-пленных, работающих на заводе. Об этом решении узнаёт Грета Рашке, секретарша руководителя завода профессора Фрица Гласса. Она сообщает об этом своему любимому — рабочему поляку Стасеку и умоляет его бежать, но тот отказывается, рассчитывая захватить оружие, которое собираются раздать немецким рабочим.
Получив приказ из Центра, Колицкий шантажирует Гласса, требуя от него остаться в городе. Профессор соглашается, потому что его сын Курт находится в плену у Союзников. В этот же день он пропадает, гестапо находит лишь его изувеченный труп. Колицкий догадывается, что дело нечисто, так как рубашка на покойнике надета наизнанку. Брюннер допрашивает жену Гласа и узнаёт, что сразу после беседы с «Клоссом» профессор решил не эвакуироваться и узнал, что его сын находится в плену.
Служанка Глассов Агнешка является связной польской разведки. Стасек проводит её на завод и ставит печать на пропуск в приёмной профессора. Грета подслушивает их разговор и понимает, что Стасек лишь использует её, а кроме того узнаёт, что на заводе действует польский агент под видом немецкого офицера. Она немедленно извещает гестапо, солдаты СС разоружают рабочих, а Брюннер выводит на чистую воду «Клосса». Колицкий отвергает обвинение в том, что он «крыса, бегущая с тонущего корабля» и заявляет, что он кадровый офицер польской разведки. Оставшись с «Клоссом» наедине Брюннер вступает с ним в торг, заявляя, что это он похитил и спрятал Гласса, чтобы использовать его для переговоров с союзниками. Колицкий разоружает Брюннера.
Польский отряд внезапно атакует завод, рабочие набрасываются на эсэсовцев и разоружают их. Грета пытается пустить в ход систему самоуничтожения, но её скашивает автоматная очередь. Брюннер в суматохе убегает. Профессор Гласс вылезает из своей темницы на чердак и умоляет о помощи входящих в город польских солдат.

### 16. Операция «Дубовый лист»
(по повести "Операция «Дубовый лист»)
Режиссёр: Януш Моргенштерн
В ролях:

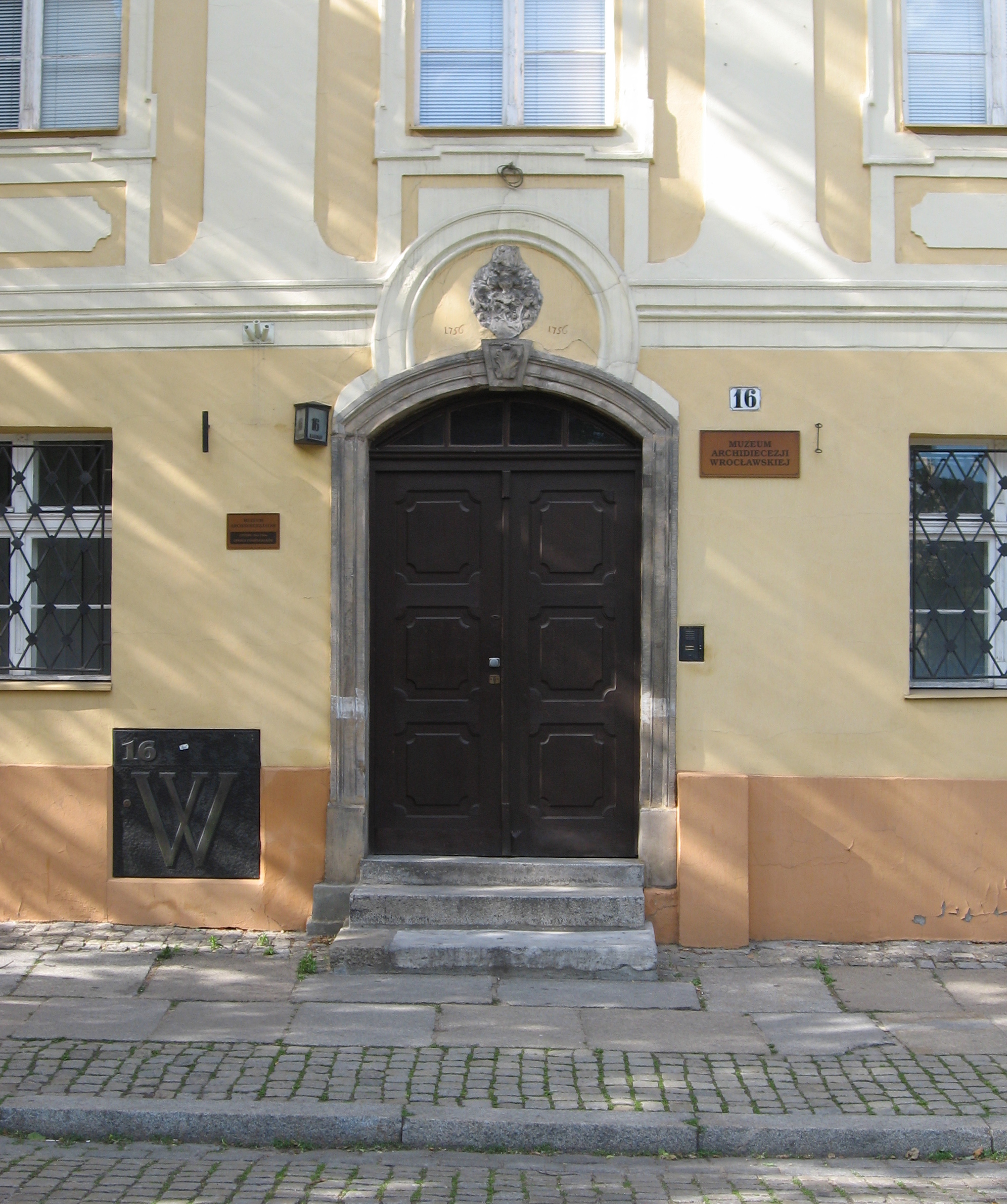
Здание Археологического музея во Вроцлаве, где находилась «квартира Вайсса».

- Станислав Микульский — капитан Ганс Клосс/майор Станислав Колицкий, агент J-23
- Станислав Ясюкевич – генерал Пфистер, командир 19-й танковой дивизии.
- Август Ковальчик – поручик, бывший штурмбаннфюрер SS Йохан/Гельмут Дене
- Анджей Красицкий – штурмбаннфюрер SS Кнох
- Teresa Kamińska – Симона
- Януш Палюшкевич – Томала
- Барбара Бурска – Янка
- Eugeniusz Priwieziencew – Козел, польский десантник
- Mikołaj Grabowski – германский солдат
- Мариан Дзендзель – человек Томалы
- Leszek Piskorz – человек Томалы
- Лена Вильчиньская – бабушка немецкой девушки, узнавшей Янку
- Janusz Sykutera – porucznik Schramm, oficer sztabowy generała Pfistera (w odc. 7 oficer na korytarzu pociągu jadącego do Liska)
- Leopold René Nowak – унтер-офицер СС сообщает об гибели Кноха (в 10-й серии шарфюрер Брунш)
- Józef Osławski – германский офицер, предлагавший расстрелять десантников (в 10-й серии германский офицер в ресторане)
- Tadeusz Jurasz – унтерштурмфюрер Лехман, подчинённый Кноха U
- Stefan Szramel – капитан Крол, командир полькских десантников
- Ежи Янечек – унтершарфюрер SS Франц
- Gustaw Kron – поручик Вальтер, офицер штаба генерала Пфистера
- Małgorzata Wręczycka – немецкая девушка, узнавшая Янку
- Obsada dubbingu: Тадеуш Теодорчик – польский десантник

19-я танковая дивизия удерживает мост, к которому приближаются силы союзников. Генерал Пфистер приказал заминировать опоры моста, чтобы взорвать его по своему приказу. Он приказывает передвинуть танковый полк и батальон пехоты к лесу Вайперт, опасаясь внезапного удара с тыла.
Колицкий выходит на связь с местным резидентом и узнаёт от него, что близ леса должен высадиться польский десант, задача которого скрытно пробраться через лес и нанести внезапный удар по штабу дивизии, расположенному в замке. Зная, что в лес недавно разместились германские силы, Колицкий приказывает резиденту отменить операцию. Тот посылает к связному, живущему в 15 км отсюда, своих внука и внучку Янку. Однако, внука задерживают полевые жандармы и так, как ему 16 лет, отправляют его на фронт. Янку, которая движется вместе с колонной беженцев, узнают бабушка с ребёнком и ей приходится бежать. Едва избегнув смерти, девушка добирается до связного, но явка уже провалена гестапо.
Колицкий разрабатывает дерзкий план. Резидент и двое его людей захватывают склад с немецким обмундированием, переодеваются и берут с собой несколько комплектов формы. Встретив польских десантников и назвав пароль, они убеждают соотечественников открыто пройти через лес к штабу дивизии под видом колонны пленных и конвоиров. Сам Колицкий отправляется к связному и едва уносит ноги, застрелив гестаповца. Штурмбанфюрер Кнох пускается в погоню и узнаёт от постового жандарма номер мотоцикла «Клосса».
Гестаповцы прибывают в замок. Барменша казино Симона видит, как «Клосс» стирает краску, закрывавшую его номера и пытается его шантажировать, с целью добиться освобождения своего любовника лейтенанта Каллерта. Вошедший Кнох узнаёт «Клосса», но падает, сражённый его выстрелом. Пфистер просит её указать офицера, пристрелившего гестаповца, Симона указывает на лейтенанта Дене, который затащил её в постель, пообещав освободить Каллерта и обманул (он же и расстрелял Каллерта по приказу Пфистера). Дене пристреливает Симону.
Вошедшие во двор «пленные» и «конвоиры» внезапно выхватывают автоматы и громят штаб дивизии. «Внезапным» ударом «Клосс» «оглушает» охраняющего их резидента и бежит вместе с генералом Пфистером. Они видят, как по захваченному мосту движутся польские части.

### 17. Встреча
(по повести «Встреча в замке»)
В ролях:

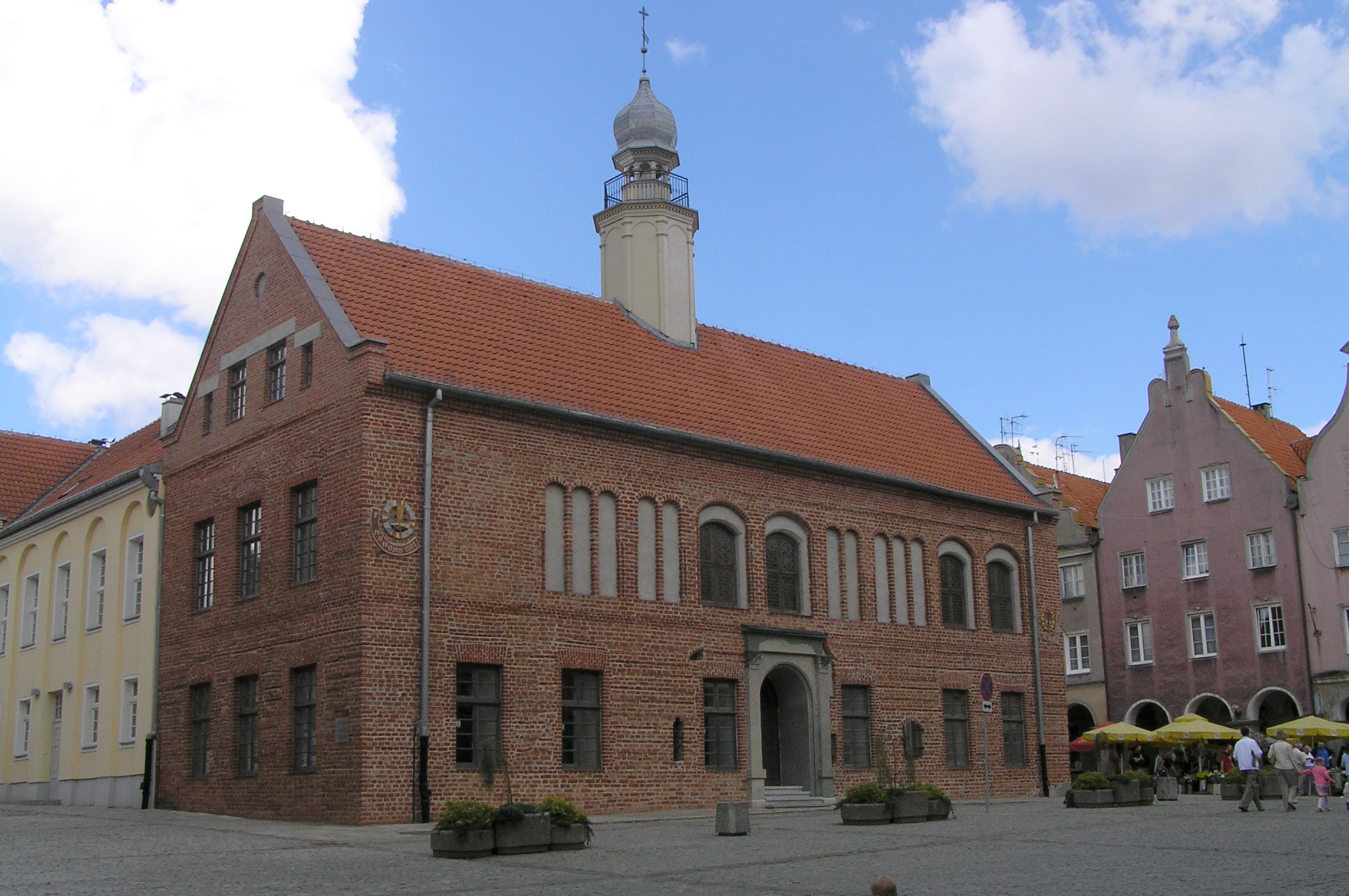
Ратуша на рынке Старого города в г. Ольштыне

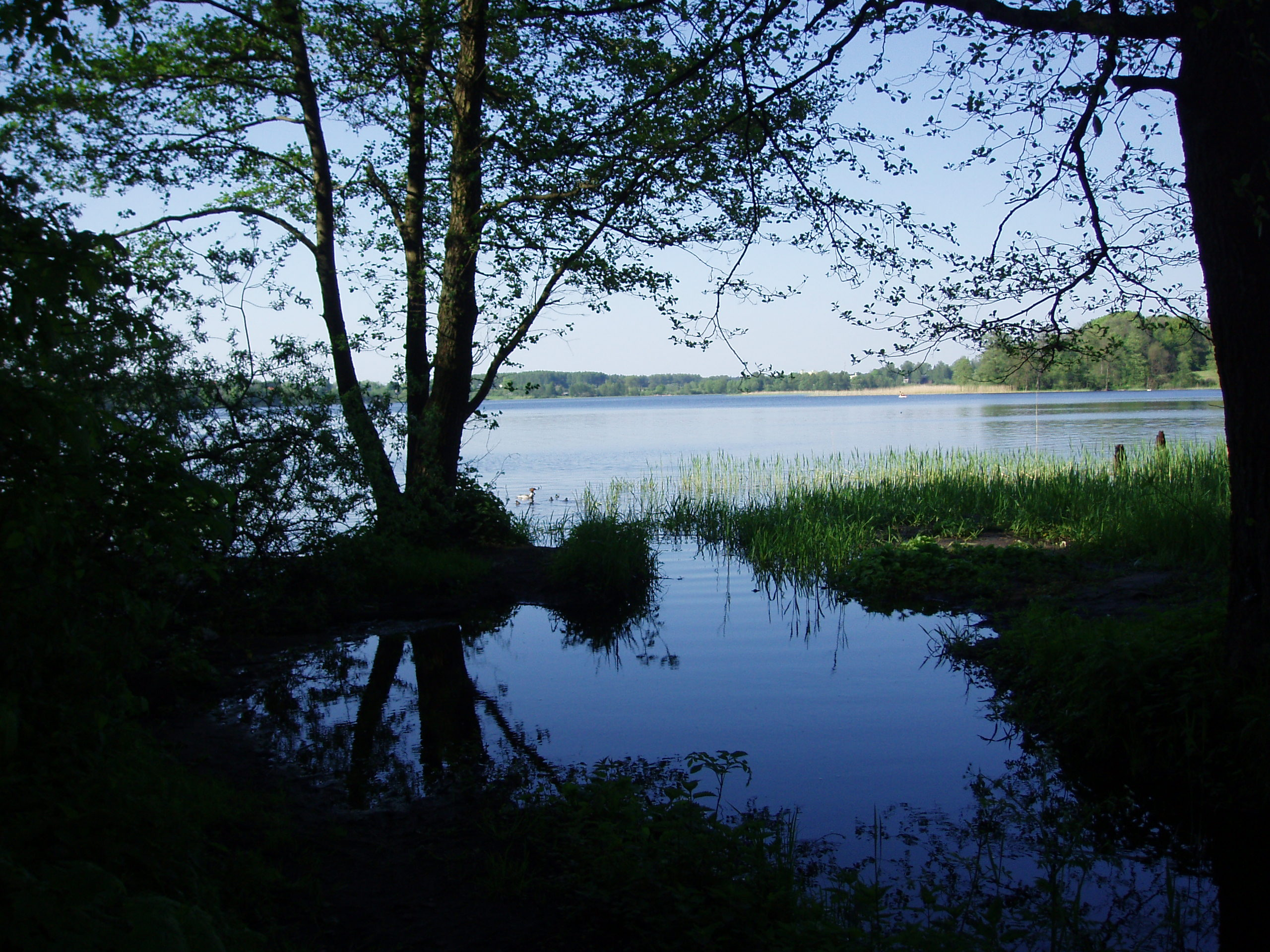
Кортовское озеро

- Станислав Микульский — капитан Ганс Клосс/майор Станислав Колицкий, агент J-23
- Барбара Брыльска — Инга Ринг, дочь Густава
- Jerzy Radwan — полковник Гельмут Ринг, брат Густава, дядя Инги
- Барбара Хоравянка — SS-штурмфюрер Анна-Мария Элькен, офицер американской разведки
- Барбара Рахвальская — Берта
- Зыгмунт Зинтель — аптекарь/SS-штурмфбанфюрер Вильгельм Шенк
- Станислав Мильский — Miller
- Александер Фогель — полковник LWP
- Томаш Заливский — майор LWP
- Andrzej Zaorski — поручик Новак
- Михал Шевчик — Франек, польский солдат
- Kazimierz Talarczyk — командир танковой части вермахта
- Eugeniusz Korczarowski — польский солдат, арестовавший Клосса
- Edward Sosna — часовой (в 8-й серии офицер на полигоне)
- Wojciech Grelewski — мальчик, бегущий по улице
- Ewa Kłodkowska — девушка, бегущая к воротам
- Jerzy Korsztyn — солдат вермахта
- Józef Jurkiewicz — солдат в самоходке
- Janusz Mirczewski — солдат, погибший при взрыве
- Jerzy Nasierowski — польский капитан
- Jan Zdrojewski — польский капитан
- Maciej Staszewski — пленник, утонувший в озере
- Sławomir Misiurewicz — капитан Броль, немецкий военнопленный

Рыбак Миллер видит, как нацисты с помощью пленных топят в озере ящик, а потом расстреливают пленных. Командир полковник Ринг замечает Миллера и стреляет в рыбака, но тяжело раненому старику удаётся добраться до дома Рингов, и тот просит Ингу, племянницу Ринга, об укрытии. Старик называет Инге имя Ринга, поскольку помнит её дядю ещё ребёнком.
Допрашивая немецких пленных, майор Колицкий убеждается в том, что полковник Ринг где-то спрятал тайник группы «Центр-Восток». Он снова превращается в «капитана Клосса» и пробирается в дом Рингов, где под видом гражданских скрываются штурмфюрер фройляйн Элькен и штурмбанфюрер Шенк. Инга вне себя, она обвиняет офицеров в том, что те расстреливают безоружных немцев. Колицкий догадывается, что имела в виду Инга. Ночью он застаёт фройляйн Элькен в сарае в поисках тайника. Та предлагает ему документы, деньги и убежище в нейтральной стране в обмен на тайник. Колицкий догадывается, что Элькен — офицер американской разведки. Кто-то выдаёт его польским оккупационным властям, наутро «Клосса» арестовывают и отправляют под конвоем в тыловой штаб. Инга находит тело старика, заколотого неизвестным.
Танковая группа Шёрнера, идущая на помощь берлинской группировке, прорывает польскую оборону и врывается в город. Поляки отступают, конвоиры хотят пристрелить «Клосса», курирующий его поручик Новак в последнюю минуту успевает их остановить. Немцы выдают «Клоссу» обмундирование и оружие. Он спешит в дом Рингов и предупреждает Ингу, чтобы та немедленно скрылась, так как она слишком много знает и ей угрожает опасность. Однако патриотически настроенная девушка спешит в штаб, где её проводят к… Шенку, который немедленно её пристреливает.
Приехавший полковник Ринг вступает в торг с «Клоссом» и с фройляйн Элькен. Шенк пытается арестовать их всех, пристреливает Ринга, но падает, сражённый пулей Колицкого. Агенту J-23 известно от Инги, что Ринг утопил некий ящик в водах озера, он отвозит фройляйн Элькен туда и говорит, что архивы теперь — добыча его страны.

### 18. Разыскивается обергруппенфюрер Вольф

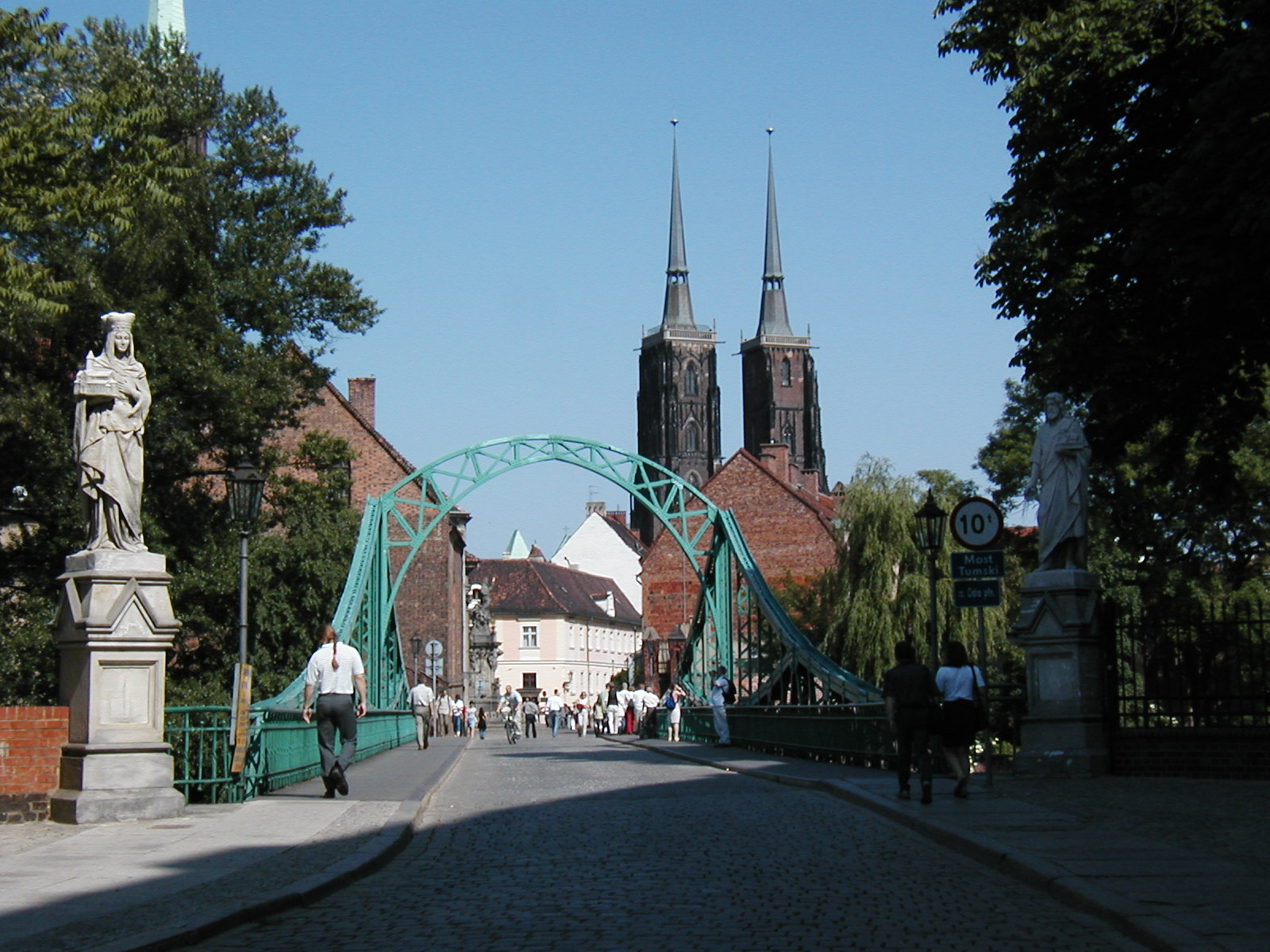
Тумский моста через р. Одра, г. Вроцлав

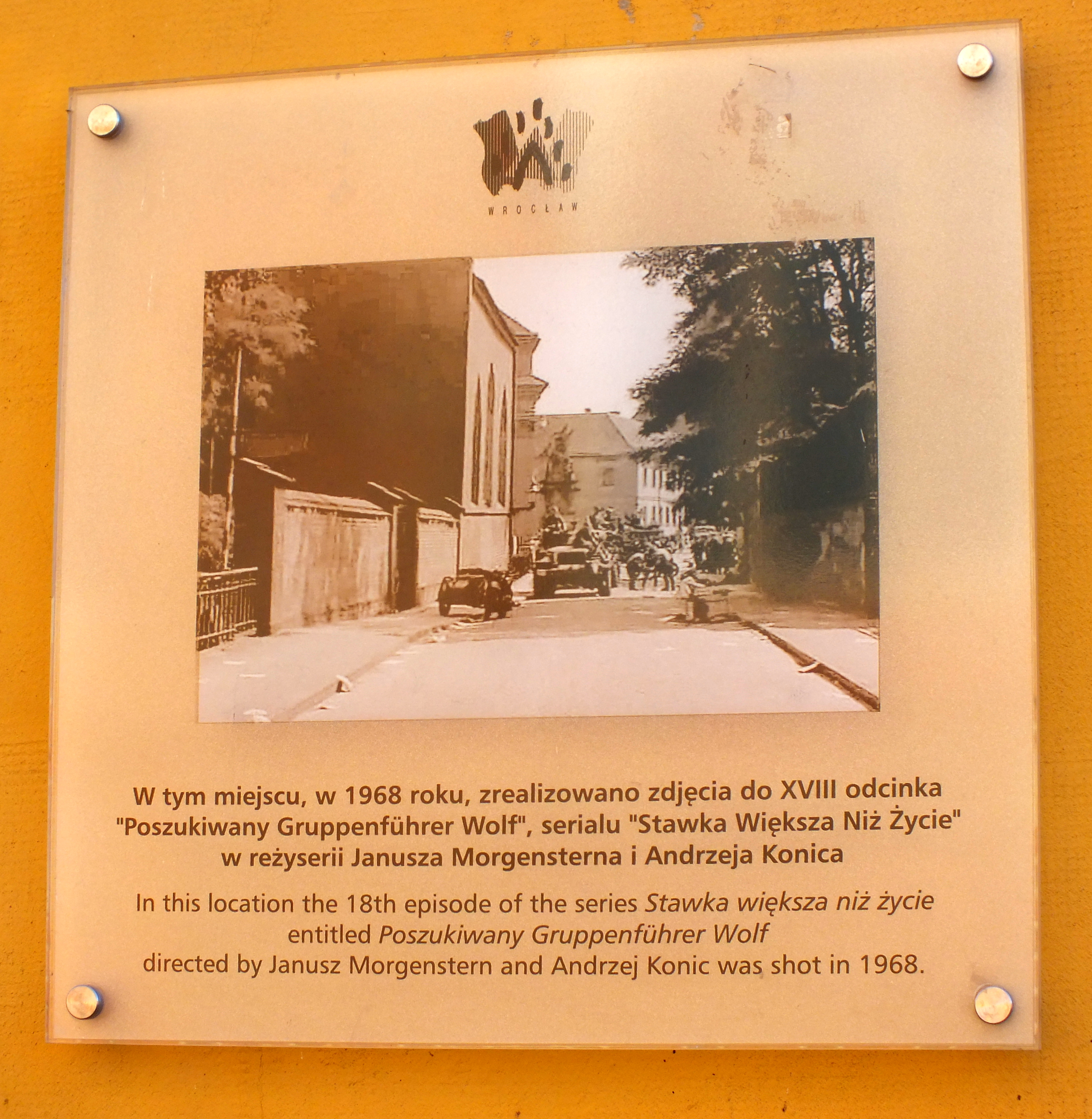
ул. Кафедральная, о. Тумский, г. Вроцлав

(по повести «Разыскивается группенфюрер Вольф»)
В ролях:
- Станислав Микульский — капитан Ганс Клосс/майор Станислав Колицкий, агент J-23
- Виктор Гротович — генерал Вильман
- Фердинанд Матысик — полковник Лицке
- Эмиль Каревич — SS-штурмбанфюрер Герман Брюннер
- Януш Закженский — SS-штурмбанфюрер Верниц
- Зыгмунт Кенстович — SS-штурмбанфюрер Ойлерс
- Йозеф Дуриаш — SS штурмбанфюрер Любов
- Сатурнин Журавский — SS-штандартенфюрер Отто Фаренвирст
- Венчислав Глинский — генерал Харрис
- Збигнев Запасевич — капитан Карпинский
- Тадеуш Плюциньский — капитан Робертс
- Рышард Петруский — лейтенант Льюис
- Влодзимеж Скочиляс — офицер Шникель/сержант Фогель
- Збигнев Юзефович — советский генерал
- Эдвард Радульский — Шрёдер, офицер, вызванный на допрос (в первой серии — сокамерник Колицкого)

1945 год. Немецкие солдаты расстреливают группу рабочих в лесу. После расстрела их вероломно расстреливает четвёрка офицеров. «Клосс» и генерал Вильман приезжают в город и видят расклеенные приказы обергруппенфюрера Вольфа: «Сражаться до последнего солдата». Негодующий Вильман отправляет по домам стайку школьников, вооружённых фаустпатронами, готовых стрелять по американским танкам. По радио передают сообщение Дёница о кончине фюрера. Упомянув о судьбе пятисот советских и польских военнопленных, работавших на Вольфа, «Клоссу» удаётся распропагандировать Вильмана и тот решает сдать город союзникам. Перед этим он приказывает армейцам окружить штаб СД; четвёрка офицеров-негодяев оказывается в осаде. Они опасаются за свою судьбу, но уверены, что их шефа Вольфа будет трудно найти.
Американцы занимают город. В штаб приезжают два следователя и начинают искать военных преступников среди пленных, особенно их интересует Вольф. Пленный «Клосс» предлагает капитану Карпинскому сотрудничество в поисках Вольфа. Он предлагает четвёрке из СД бежать, но комендант лагеря, предупреждённый своим информатором, арестовывает «Клосса». Негодующий Карпинский приказывает немедленно освободить «Клосса». Колицкий приходит на переговоры с четвёркой из СД, но там его уже поджидает Брюннер. Благодаря Брюннеру четвёрка уже осведомлена о его подлинной личине. «Клосс» догадывается, кто есть Вольф, и один из четвёрки приказывает Брюннеру покончить с предателем. Колицкий разоружает Брюннера, поднимает тревогу и убегает из лагеря.
На следующий день генерал Харрис вызывает следователей «на ковёр» и заявляет, что восточные союзники требуют выдачи Вольфа, который якобы находится в лагере. Приезжают советский генерал и майор Колицкий, они требуют привести четвёрку из СД. Колицкий пишет их фамилии на доске: «Верниц, Ойлерс, Любов, Фаренвирст», а потом стирает всё, кроме заглавных букв. Получается «ВОЛьФ». Колицкий требует выдачи четырёх преступников.

## Съёмочная группа
- Сценарий: Анджей Збых (коллективный псевдоним Анджея Шипульского и Збигнева Сафьяна)
- Режиссёры: Анджей Кониц, Януш Моргенштерн

## Актёры
- Станислав Микульский — Станислав Колицкий; Ганс Клосс
- Эмиль Каревич — штурмбаннфюрер Герман Брюннер
- Бронислав Павлик — антиквар
- Северин Бутрым[пол.] — генерал Вирингер'
- Янина Боронска[пол.] — радистка
- Тадеуш Шмидт — майор Хорст
- Ян Энглерт — Тадек
- Беата Тышкевич — Кристин Кельд
- Роман Сыкала — Генрих Мюллер
- Леон Немчик — Реолетто
- Зигмунт Хюбнер[пол.] — Вильгельм Канарис
- Рышард Филипский — штурмбанфюрер Фриц Шабе

В русской закадровой версии текст читали Ирина Маликова, Александр Белявский, Сергей Полянский.

## Продолжение
В 2010 году началась работа над фильмом Ганс Клосс. Ставка больше, чем смерть. Первоначально сценарий писали Анджей Шипульский (умер в январе 2011) и Збигнев Сафьян (умер в декабре 2011). Окончательный сценарий написал Владислав Пасиковский, режиссёр — Патрик Вега. Премьера фильма состоялась 10 марта 2012 года. В главных ролях снова снимались Станислав Микульский и Эмиль Каревич.